# Zorzines parasinuosa
Zorzines parasinuosa là một loài bướm đêm trong họ Noctuidae.